# Fuertes del Humber
Los fuertes del Humber son dos grandes fortificaciones construidos a inicios del siglo XX en la desembocadura del estuario de Humber en el norte de Inglaterra: Bull Sand (53°33′43″N 0°4′3″E / 53.56194, 0.06750 ) y Haile Sand (53°32′4″N 0°2′1″E / 53.53444, 0.03361 ). 

## Historia
Los dos fuertes fueron planeados en 1914, al comienzo de la Primera Guerra Mundial, para proteger la entrada del estuario de Humber. Miden 18 metros (59,1 pies) sobre el nivel del mar y tienen un diámetro de 25 metros (82,0 pies). En conjunto, permitían el alojamiento de unos 200 soldados. Comenzado en mayo de 1915, tomó más de cuatro años construirlo y la construcción no se terminó hasta diciembre de 1919, un año después de que terminara la guerra.
Durante la Segunda Guerra Mundial, los fuertes se reactivaron y modernizaron. Fueron atacados regularmente por aviones enemigos. Durante este tiempo, se instalaron redes sumergidas para evitar que los submarinos enemigos viajaran por el estuario hasta Hull o Grimsby. Los fuertes fueron finalmente abandonados por los militares en 1956.

## Fuertes

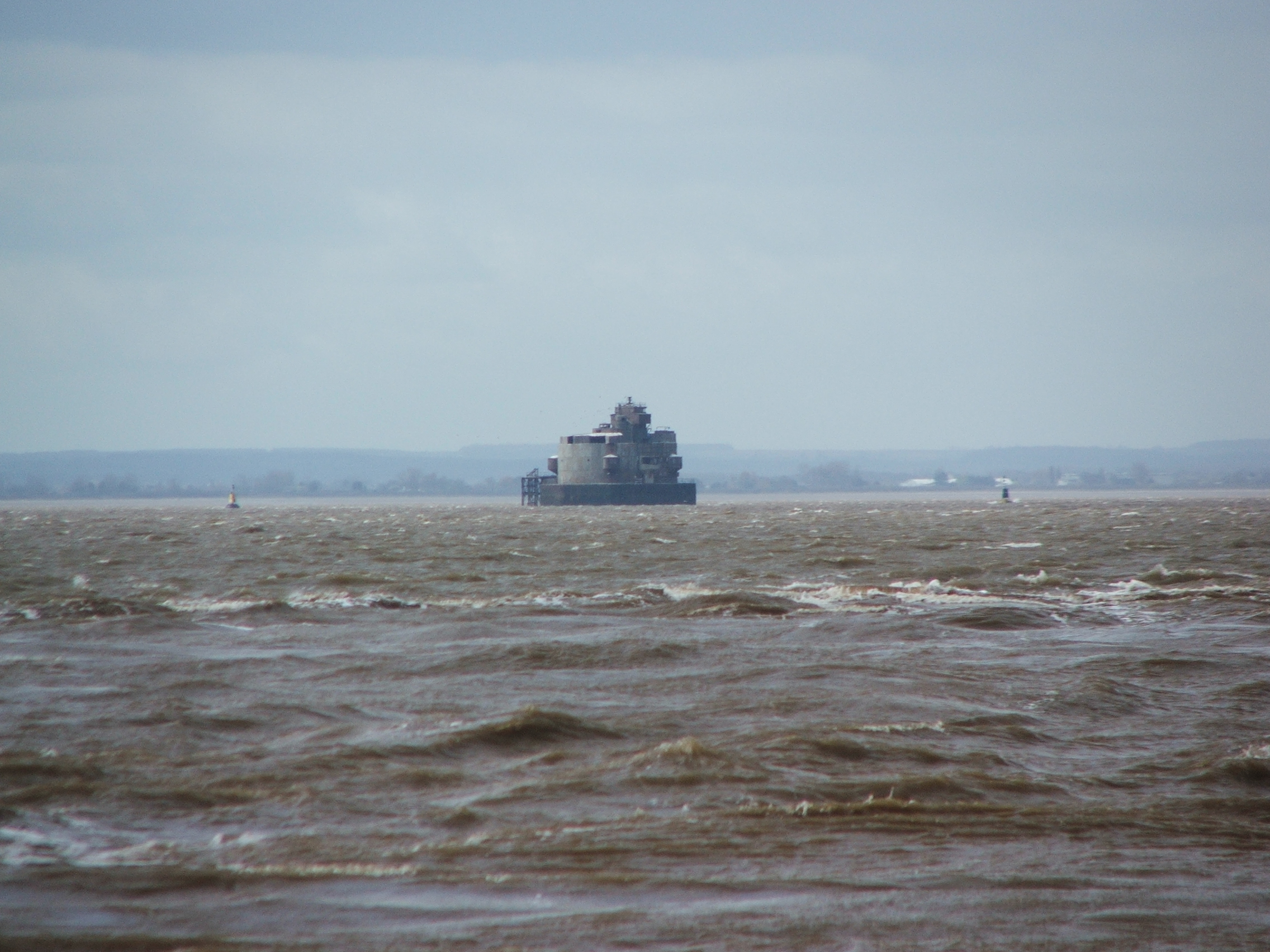
Fuerte Bull Sand

### Fuerte Bull Sand
Bull Sand está a 1,5 millas (2,4 km) de la costa frente al cabo Spurn. Es una edificación de concreto de 4 pisos con 12 pulgadas (304,8 mm) de armadura en el lado del mar, y originalmente armado con cuatro cañones de 6 pulgadas. Fue construido con gran dificultad ya que su banco de arena está 11 pies (3,4 m) debajo de la marea baja.
En 1987 se le otorgó el estatus de Edificio Catalogado de Grado II. En 1997, se vendió a Streetwise Charitable Trust, que tenía la intención de restaurar el fuerte para usarlo como un centro de rehabilitación de drogas, pero el plan finalmente fracasó. Administrativamente, se encuentra dentro de Yorkshire del Este y en la parroquia civil de Easington.
En julio de 2022, se puso a la venta en subasta, con un precio de referencia de 50.000 libras esterlinas, a través de los agentes inmobiliarios de Savills. El fuerte se vendió por 490.000 libras esterlinas.

### Fuerte Haile Sand

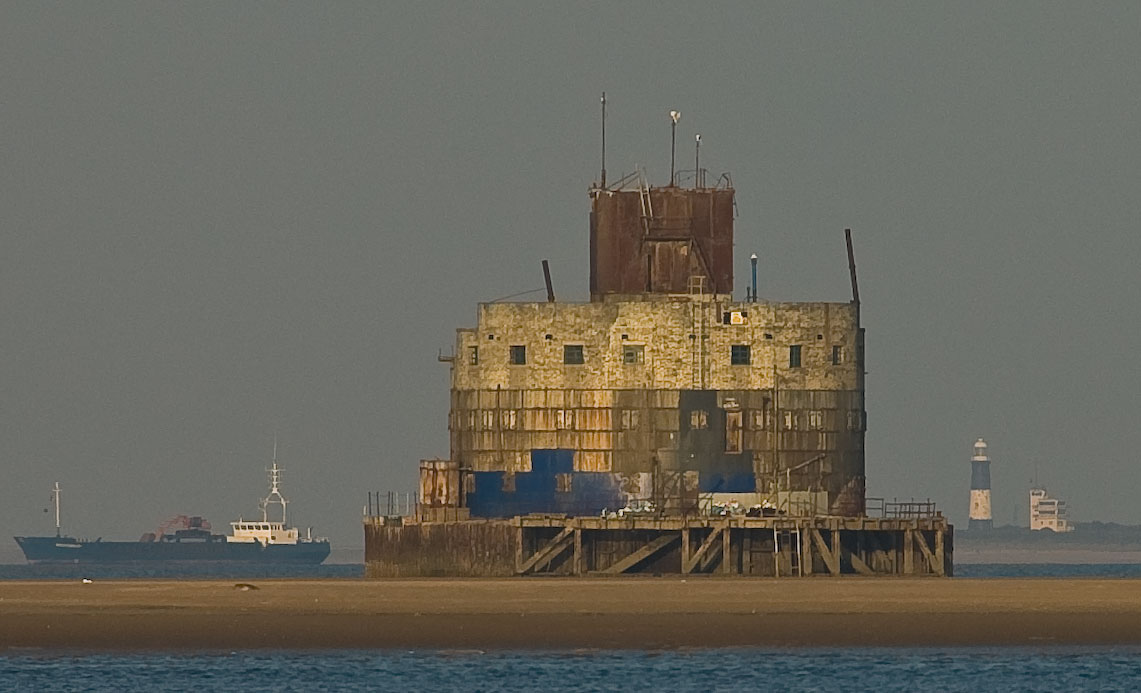
Fuerte Haile Sand

Haile Sand o Sand Haile es el más pequeño de los dos fuertes del Humber, situado alrededor de la línea de marea baja entre Cleethorpes y Humberston en la costa de Lincolnshire.
En febrero de 2016 el fuerte se puso a la venta. Permaneció sin vender hasta que se puso a subasta en octubre de 2018. Se vendió por 117.000 libras esterlinas en la subasta a un comprador anónimo.